# Lípa svobody (Velká Chuchle)
Lípa svobody ve Velké Chuchli je významný strom, který roste v Praze 5 mezi ulicemi Starochuchelská a Pod Akáty v areálu Základní školy Charlotty Masarykové.

## Popis
Lípa roste v západní části areálu školy mezi novostavbou a plotem. Obvod kmene má 181 cm, výška není uvedena (r. 2018). V databázi významných stromů Prahy je zapsaná od roku 2018.

## Historie
Lípa svobody byla vysazena 15. července 1928 na připomínku 10. výročí vzniku Československé republiky. Slavnostní výsadba proběhla pod patronací členů místní jednoty Československé obce legionářské a za účasti téměř všech obyvatel Chuchle.
Na pozemku poblíž lípy postavila obec školu a pojmenovala ji „Obecní škola Charlotty Masarykové“; k tomuto pojmenování získala svolení prezidentské kanceláře. Vyučování zde zahájili dne 4. září 1933. Přístavba z roku 2012 je v těsném sousedství lípy.

## Významné stromy v okolí
- Lípa v poli u Holyně
- Lípy před školou ve Slivenci
- Jírovec na hřbitově ve Slivenci
- Lípa republiky v parku Granátová